# Muhamed Mujić
Muhamed Mujić (Mostar, 25 aprile 1932 – Mostar, 20 febbraio 2016) è stato un calciatore jugoslavo, di ruolo attaccante.

## Carriera
Fu capocannoniere del campionato iugoslavo nel 1956.

## Palmarès

### Giocatore

#### Nazionale
- Argento olimpico: 1

Melbourne 1956

#### Individuale
- Capocannoniere della Prva Liga: 1

1955-1956 (20 gol, a pari merito con Todor Veselinović e Tihomir Ognjanov)